# Тюо (специальный район)
Тюо (яп. 中央区 Тю:о:-ку) — один из 23 специальных районов Токио, расположен в центральной части города. Исторически это главный торговый район города, хотя после Второй мировой войны в этом отношении значительно вырос Синдзюку, отобрав у Тюо первенство. Наиболее известный квартал Тюо — Гиндза. Также здесь расположена штаб-квартира банка Японии.
По состоянию на 1 мая 2020 года население района составляло 169 404 человек, средняя плотность населения — 16,592 чел/км². Кроме того, из-за большой концентрации торговых площадей и офисов дневное население района достигает 650 тыс. чел. Площадь — 10,21 км², что делает Тюо вторым самым маленьким районом Токио после Тайто.
Административно делится на 3 зоны: Нихонбаси и Кёбаси, расположенные к востоку от станции Токио, где сосредоточены основные торговые площади, а также зона Цукисима, которая является островом в Токийском заливе, где преобладают многоэтажные жилые площади.

## Экономика
В Тюо базируются корпорации «Мидзухо Траст энд Бэнкинг», «Номура Холдингс» и «Номура Секьюритиз» (финансы), «Мицуи Сумитомо Иншуренс Груп» (страхование), «Сумитомо Корп» (торговля), «Мицуи Фудосан» (недвижимость), «Джи. Фронт Ритейлинг», «Мицукоси» и «Вако» (розничная торговля), «Сумитомо Кэмикл», «Торэй Индастриз», «Мицубиси Пластикс», «Као» и «Дайниппон Инк энд Кэмиклс» (химическая промышленность), «Бриджстоун» (шины), «Астеллас Фарма», «Тюгай Фармасьютикал» и «Дайити Санкё» (фармацевтика), «Рико», «TDK» и «Унидэн» (электроника), «Сэйко Холдингс» (часы), «Пентел» и «Пилот» (канцтовары), «Кирин Холдингс» (пивоварение), «Нитирэй» и «Адзиномото» (пищевые продукты и добавки), «Тоэй» (кино и телевидение), «Асахи Симбун» (газеты и журналы), «Эй-Ди-Ка» (реклама), «Цзицзи Пресс» (информационное агентство), «Одзи Пейпер Груп» (бумажная промышленность), «Тайхэё Семент» (стройматериалы), «Ямато Транспорт» (логистика), Nihon Ad Systems, Orion Breweries.
В районе расположены торговые центры и универмаги «Мицукоси», «Такасимая», «Мацудзакая», «Вако», «Мацуя», «Токю Хендс».

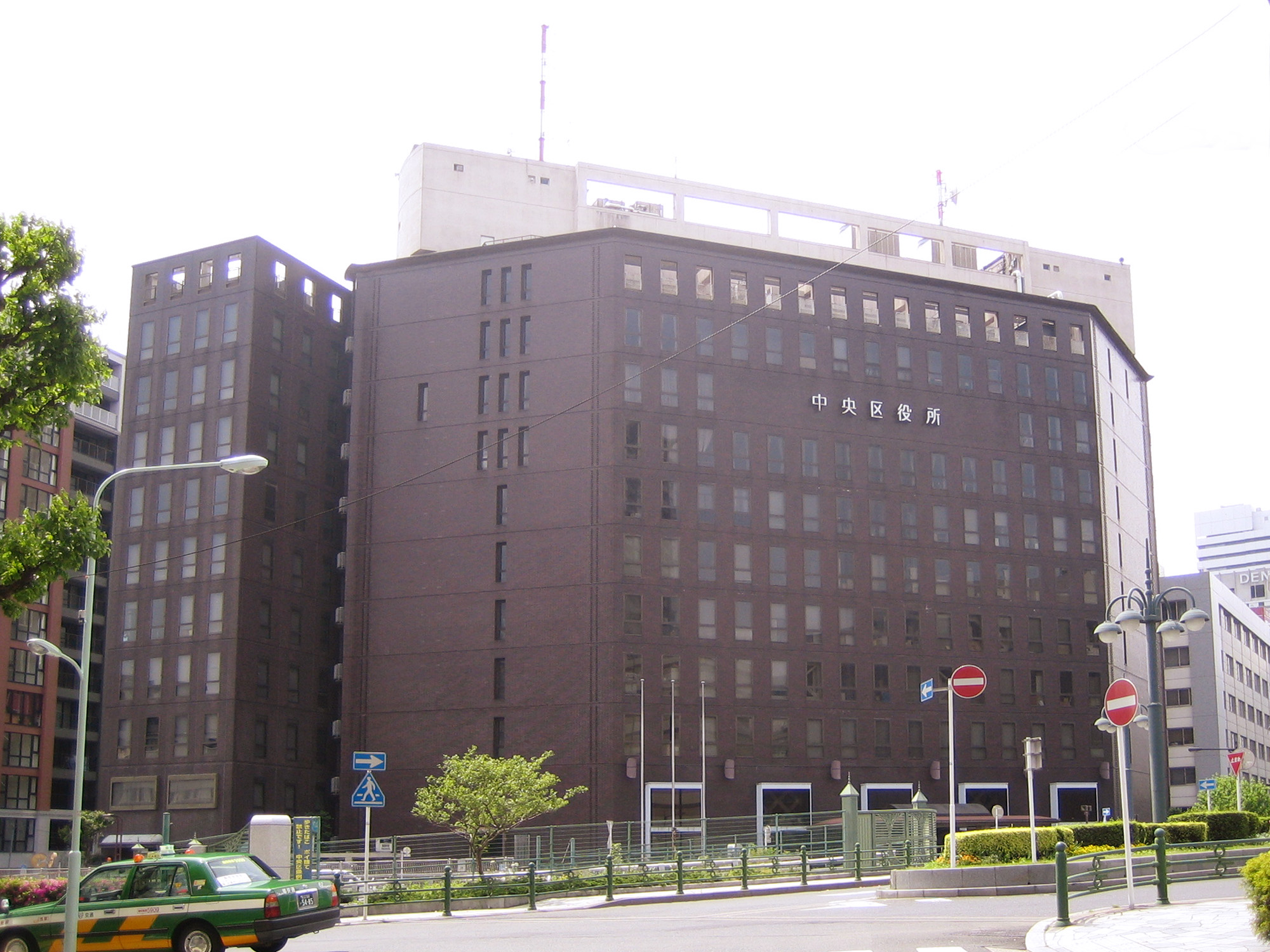
Мэрия района Тюо
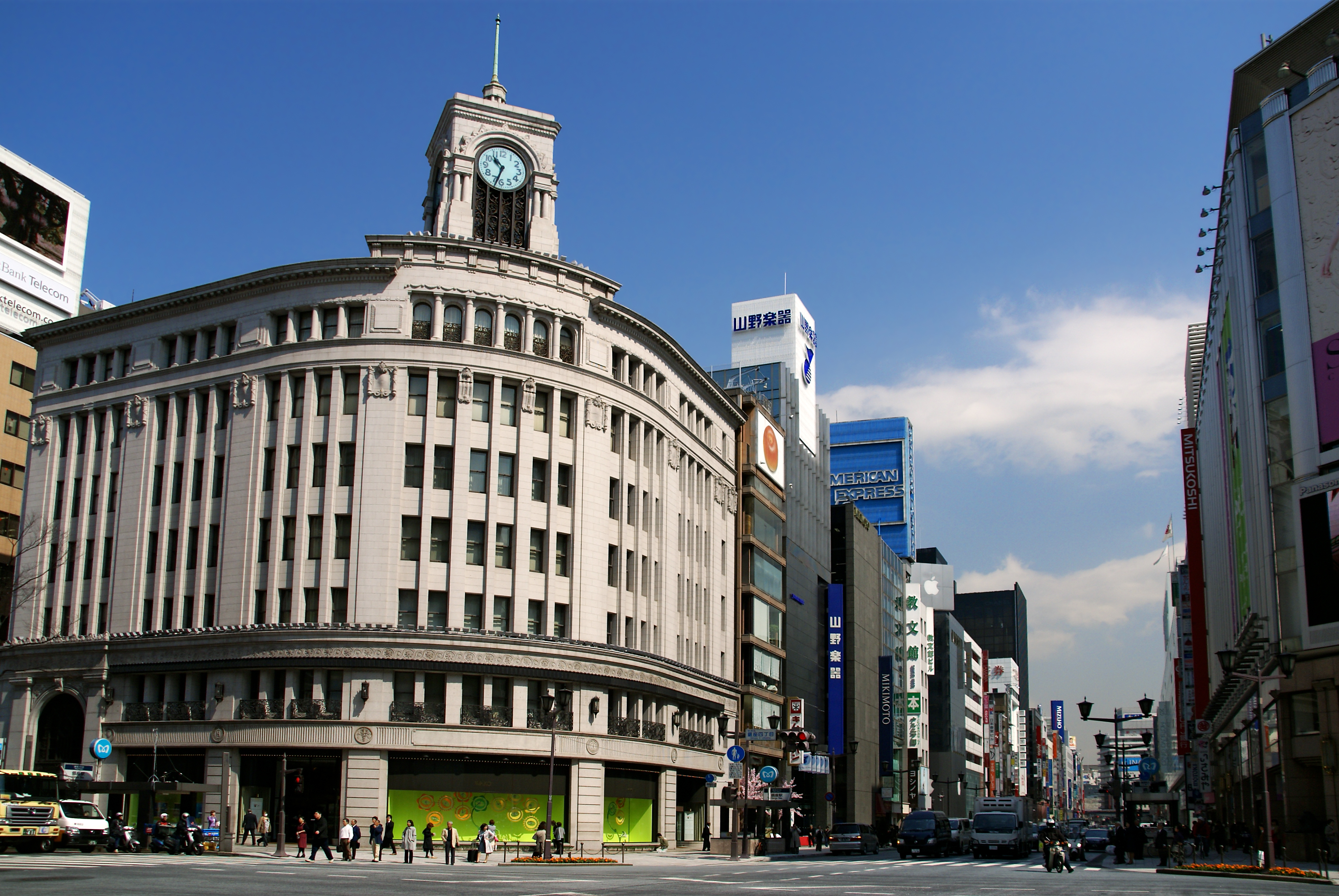
Квартал Гиндза
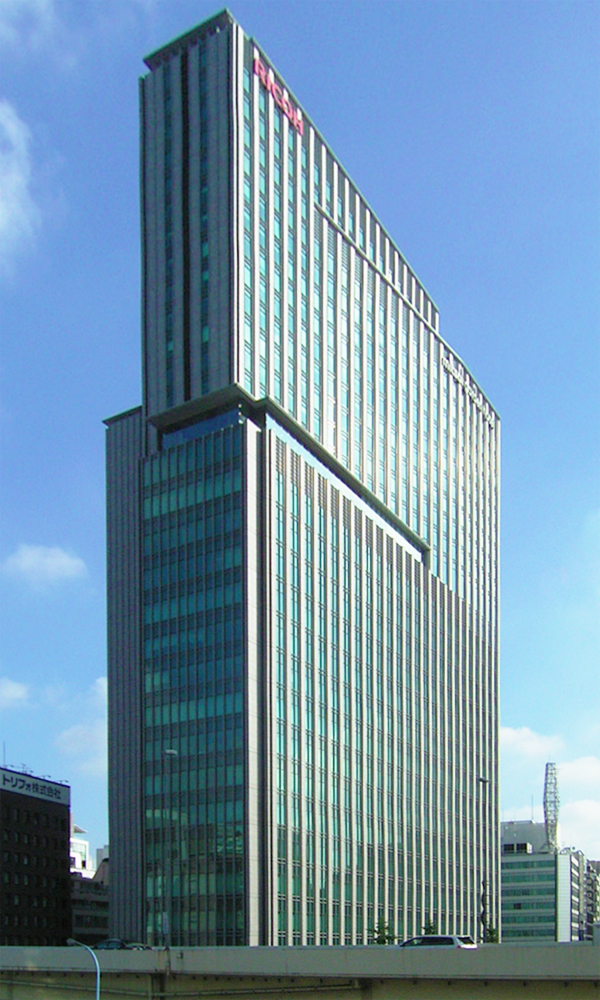
Главный офис компании Ricoh